# Служебник
Служебник (на гръцки: Ίερατικόν) – църковна книга, използвана в православната богослужебна практика. Съдържа богослужебни текстове, които се произнасят от свещениците и дяконите по време на светата литургия, поради което се нарича още „Литургион“.